# Újpest-központ
Újpest-központ är en tunnelbanestation i Budapests tunnelbana på linje M3. Stationen är ändhållplatsen för linjen och var färdigbyggd år 1990.

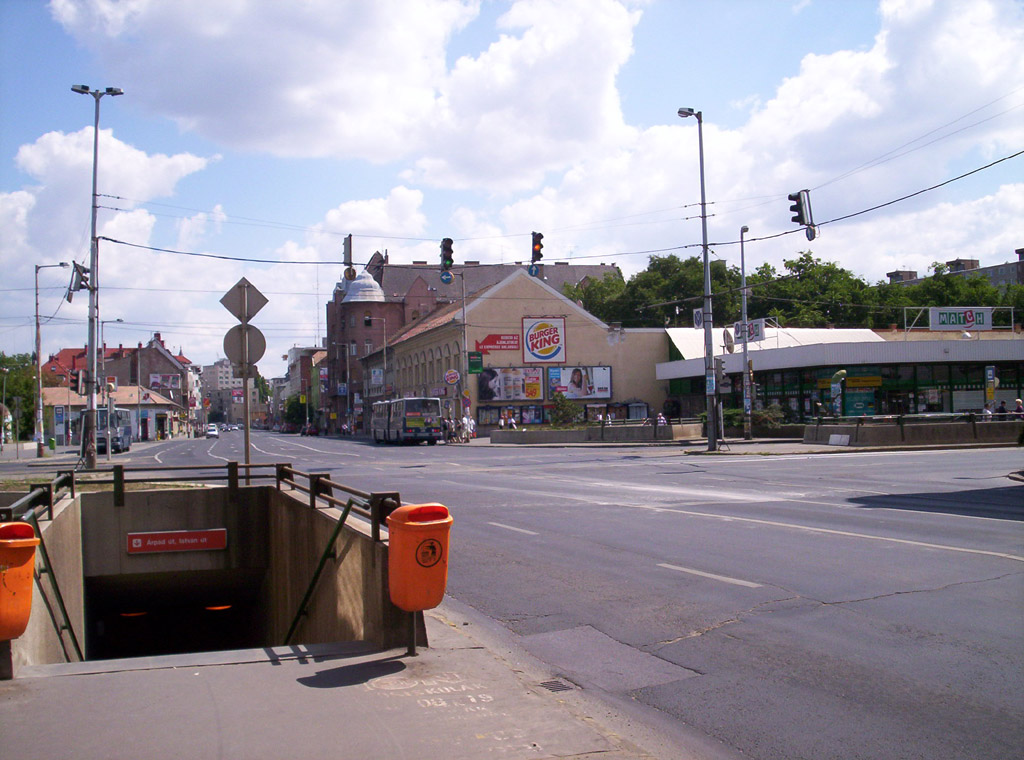